# Groundation
Ne pas confondre avec la cérémonie rastafari Groundation.
Groundation est un groupe américain de roots reggae, originaire de Sonoma, en Californie du Nord. Il est souvent considéré comme un des groupes les plus emblématique de la scène reggae des années 2000,. Le nom du groupe vient de la cérémonie rastafari Groundation.
Groundation s'est produit dans plus de 35 pays sur cinq continents. Le groupe, qui a connu de nombreux changements de formation au fil des années, est toujours construit autour du leader Harrison Stafford et continue d'innover avec son album studio The Next Generation (2018), qui s'ouvre avec un big band de jazz complet. Cet album gagne, face à Ziggy Marley (entre autres), le « Meilleur album Roots Reggae de 2018 » du site spécialisé Reggae.fr, voté par plus de 16 000 personnes issues des médias, de l'univers de la musique, de producteurs et fans.[réf. nécessaire]

## Histoire

### Débuts
Le groupe se forme en 1998 sur une idée de Harrison Stafford (guitariste, chanteur), Ryan Newman (basse), et de Marcus Urani (claviers, mélodica). James Stafford rejoint rapidement le groupe à la batterie. Ils se rencontrent tous à l'Université de l'État de Sonoma en Californie, alors qu'ils y étudient le même programme de jazz.
En 1999, alors en Jamaïque, Harrison rencontre l'ingénieur du son, Jim Fox, qui a participé à la production de plusieurs albums du label de reggae RAS Records. Fox remasterise alors deux albums, Young Tree et Each One Teach One et enregistre l'album Hebron Gate (2002), qui fait connaître le groupe internationalement. Fox continue à travailler avec eux sur chaque sortie ultérieure, contribuant à façonner leur son : We Free Again (2004), Upon the Bridge (2006), Here I Am (2009), Building an Ark (2012) et A Miracle (2014), créant un répertoire de roots reggae. L'ami d'enfance de Stafford, Giovanni Maki, crée toutes les conceptions visuelles pour le groupe depuis le début.

### Multiples changements

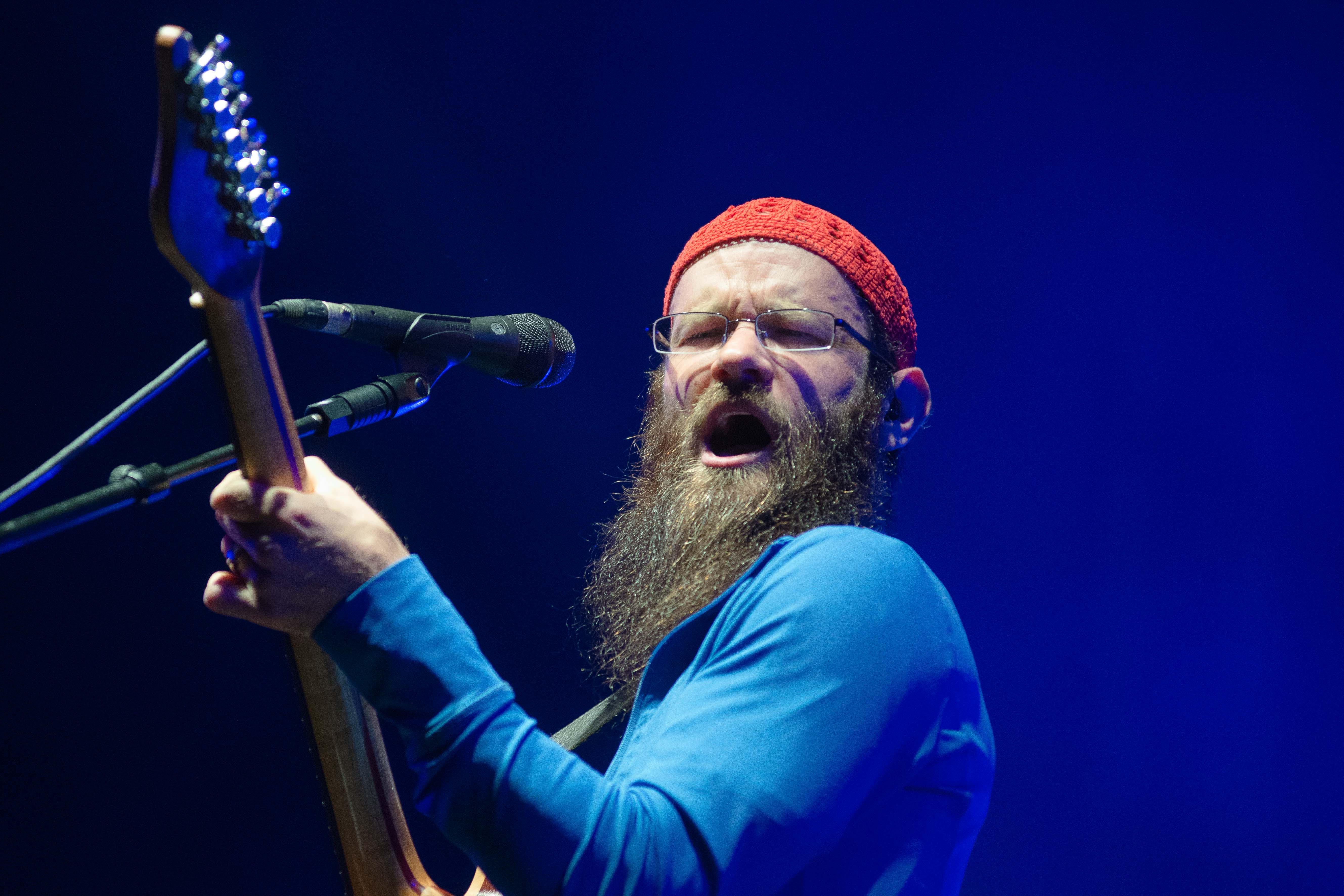
Harisson Stafford, le 8 août 2015, au festival Les Escales de Saint-Nazaire, Loire-Atlantique, en France.

Ils sont rejoints en 2000 par un trompettiste vivant à San Francisco, David Chachere et par un tromboniste, Kelsey Howard, lui aussi étudiant à la Sonoma State University. L'année suivante, à la suite du départ de James Stafford, le batteur Paul Spina se joint à eux. Le saxophoniste Jason Robinson quitte le groupe pour devenir une tête d'affiche d'un festival de jazz de San Diego et pour pouvoir profiter de la nouvelle vie de la scène méridionale sud-californienne.
Le percussionniste Mingo Lewis Junior rejoint Groundation en 2004 et ne sera remplacé que lors d'une pause en 2007, où il est alors remplacé par Ben Krames. Les choristes changent à de nombreuses reprises, ce sont Kim Pommell, présente depuis 2007 et Stephanie Wallace, qui assurent les chœurs.
En juillet 2008, après une longue tournée qui aura emmené Groundation aux quatre coins des États-Unis, le batteur Paul Spina, présent depuis 2001, quitte le groupe. Le groupe s'est produit dès l'été 2008 en Europe avec son nouveau batteur, Te Kanawa Haereiti, qui avait déjà joué avec Groundation lors de la tournée Tribute to Bob Marley en février 2008. Kerry-Ann Morgan quitte le groupe un mois plus tard, après la tournée européenne estivale. Elle est remplacée par une autre jamaïcaine, Stephanie Wallace.
En 2008 parait un projet des trois membres fondateurs du groupe avec Leroy « Horsemouth » Wallace et Will Bernard appelé Rockamovya. En avril 2011, le chanteur-guitariste du groupe, Harrison Stafford, sort un album solo intitulé Madness sous le pseudo de Professor. Il est accompagné sur ce disque par quelques-uns des musiciens notoires, notamment Leroy (déjà batteur du projet parallèle de Groundation, Rockamovya) et Errol « Flabba » Holt, le fondateur des Roots Radics et bassiste d'Israel Vibration. U Roy, Winston McAnuff, Congo « Ashanti » Roy des Congos et Bernard Collins des Abyssinians posent également leurs voix sur certains morceaux de Madness.
Avec l'album Building an Ark (2012), Groundation s'impose sur la scène reggae et est sacré « album roots de l'année » par reggae.fr en 2013.

### Pause et retour
À l'été 2015, Groundation fait une pause et stoppe ses tournées. Harrison Stafford annonce par la suite la sortie d'un nouvel album en septembre 2018, et de nouvelles tournées sont par ailleurs programmées. Après environ trois ans d'absence, Groundation sera officiellement de retour d'ici quelques mois, avec un nouvel album :  (The Next Generation)  ... Ce retour laisse néanmoins de nombreuses interrogations pour les fans, avec aussi quelques réactions contrastées et ce, également  de la part des musiciens qui ont partagé la scène avec le chanteur du groupe pendant près de dix-sept ans  .... Harrison Stafford annonce en effet, « un groupe totalement remanié ». Et qui plus est, sans les membres originaux et fondateurs de Groundation. (en conservant toutefois le même nom).
En 2022, Groundation sort son 10e album studio One Rock, qui suit la pandémie mondiale Co-vid 19. Durant cette période, Groundation devient conscient des problèmes d'égoïsme et de cupidité, thèmes qu'ils abordent tout au long de l'album, tout en rendant hommage aux victimes et en honorant les nombreuses légendes du reggae qui disparaissent en 2020. Il enregistre avec des groupes comme Israel Vibration, The Abyssinians et The Congos dans l'album One Rock.

## Style musical
Le groupe possède un style musical personnel, avec des cuivres inspirés du jazz/funk, de fortes polyrythmies (d'Amérique) latines et africaines et des voix d'harmonie soul. Leurs concerts se font en improvisation live, à la manière du jazz classique, et sont réputés[Par qui ?] pour leur ambiance très énergique et leur communion avec le public. Ayant acquis une notoriété internationale grâce à leur style fusion progressif, Groundation joue régulièrement dans de grands festivals internationaux comme Summerjam.
Groundation utilise des instruments et du matériel d'enregistrement analogiques plutôt que numériques, Stafford expliquant « Pas de numérique, nous ne travaillons pas avec des synthétiseurs. Tout comme dans les années 1970, nous nous en tenons à ce format. »[réf. souhaitée]

## Activités parallèles

### Rockamovya
Rockamovya est le projet parallèle des trois membres fondateurs de Groundation, Harrison Stafford, Marcus Urani et Ryan Newman, né de leur association en 2006 avec le batteur jamaïcain Leroy « Horsemouth » Wallace et le guitariste jazz Will Bernard, ami de longue date du groupe[réf. souhaitée].

### Harrison Stafford en solo
Harrison Stafford lance son premier projet en solo avec un album intitulé Madness. Ce disque présente une section rythmique spéciale[Laquelle ?], avec Leroy « Horsemouth » Wallace à la batterie, et Earl « Flabba Holt » Carter à la basse. Pour ce projet, il utilise comme nom de scène « Professor » et souhaite lancer un message de paix à ses frères Israélo-Palestiniens. 

« Si à travers la plupart du monde, le Reggae est aimé pour son engagement envers la liberté et l'égalité, ici en Palestine, il est considéré comme une musique pro-israélienne et symboliquement forte pour les supporteurs d'Israël et de l'occupation. Et si j'écrivais du reggae roots originale selon la perspective palestinienne ? »

— Harrison « Professor » Stafford
Professor publie en 2012 un album live, Throw Down Your Arms, enregistré avec les mêmes musiciens au festival Reggae Sun Ska. Après plusieurs projets parallèles, Harrison sort en 2016 un nouvel album solo intitulé One Dance, toujours accompagné par des musiciens jamaïcains. Pendant ce temps, les autres membres fondateurs de Groundation (Marcus Urani et Ryan Newman) créé en parallèle le groupe Rising Tide.

## Membres

### Membres actuels
- Harrison Stafford – chant, guitare
- Isaiah Palmer – basse
- Zach Morillo – batterie
- Eduardo Gross – guitare
- Roger Cox – saxophone
- Jeff Cressman – trombone
- Darren Johnston – trompette
- Pau Dangla Valls – claviers

### Anciens membres
- Marcus Urani – piano, clavier Rhodes, mélodica
- Ryan Newman – basse
- David Chachere – trompette
- Te Kanawa Haereiti (alias Rufus) – batterie
- Mingo Lewis Junior – congas, percussions (2004–2006)
- Kim Pommell – chœurs
- Sherida Sharpe – chœurs
- Nicholas Daniel Wlodarczyk – trombone
- Paul Spina – batterie (décembre 2001–juillet 2008). Paul est crédité sur les albums récents de Groundation en tant qu'invité. Par ailleurs, il se joint au groupe de temps à autre, afin de jouer les percussions.)
- Jason Robinson – saxophone (sur la plupart des albums, mais il n'est qu'occasionnellement sur scène avec le groupe lors des tournées américaines)
- James Stafford batterie (sur les deux premiers albums)
- Shawna Anderson – chœurs (1999–2004)
- Kerry-Ann Morgan – chœurs (2006-août 2012)
- Ikesha Johnson – chœurs (2006)
- Stephanie Wallace – chœurs (2008, 2010)
- Benjamin Krames – congas et percussions (2007, pendant la pause de Mingo)
- Kelsey Howard – trombone

### Invités jamaïcains
Depuis son deuxième album, Each One Teach One, le groupe prend l'habitude d'inviter des légendes du reggae jamaïcain :
- Ras Michael – funde et repeater sur Each One Teach One)
- Marcia Higgs – chœurs (sur Each One Teach One)
- The Scientist –  post-production (sur Each One Teach One)
- Cedric Myton – chant (sur Hebron Gate), The Congos (au complet) (sur Here I Am)
- Don Carlos – chant (sur Hebron Gate et We Free Again)
- Apple Gabriel – chant (sur We Free Again)
- IJahman Levi – chant (sur Upon the Bridge)
- Pablo Moses – chant (sur Upon the Bridge et Here I Am)

## Discographie
- 1999 : Young Tree
- 2001 : Each One Teach One
- 2002 : Hebron Gate
- 2003 : Dragon War (remixes dub de l'album Hebron Gate)
- 2004 : We Free Again
- 2006 : Dub Wars (remixes dub des albums Hebron Gate et We Free Again)
- 2006 : Upon the Bridge
- 2009 : Here I Am
- 2011 : The Gathering of the Elders (2002-2009) (compilation)
- 2011 : We Dub Again (remixes dub de l'album We Free Again)
- 2012 : Building an Ark
- 2014 : A Miracle
- 2018 : Each One Teach One (Deluxe Edition)
- 2018-: The Next Generation
- 2020 : If I (album live)
- 2022 : One Rock
- 2025: Candle Burning